# جون هالويل
جون هالويل (بالإنجليزية: John Hallowell)‏ هو لاعب كرة قدم أمريكية أمريكي، ولد في 24 ديسمبر 1878، وتوفي في 5 يناير 1927 في بوسطن في الولايات المتحدة بسبب حمى التيفوئيد.